# 이정묵
이정묵은 대한민국의 텔레비전 드라마 연출감독이다.

## 드라마
- 2014년 SBS 드라마스페셜 《괜찮아, 사랑이야》 ... 프로듀서
- 2015년 tvN 금토 미니시리즈 《하트 투 하트》 ... 프로듀서
- 2015년 KBS2 월화 미니시리즈 《너를 기억해》 ... 프로듀서
- 2016년 tvN 금토 미니시리즈 《디어 마이 프렌즈》 ... 프로듀서
- 2016년 ~ 2017년 SBS 드라마스페셜 《푸른 바다의 전설》 ... 프로듀서
- 2018년 tvN 주말 미니시리즈 《라이브》 ... 프로듀서
- 2019년 tvN 월화 미니시리즈 《왕이 된 남자》 ... 프로듀서
- 2020년 tvN 월화 미니시리즈 《방법》 ... 프로듀서
- 2022년 tvN 주말 미니시리즈 《우리들의 블루스》 ... 공동 연출
- 2022년 TVING 6부작 금요 오리지널 드라마 《괴이》 ... 책임프로듀서
- 2023년 tvN 월화 미니시리즈 《패밀리》 ... 공동연출